# Clube Esportivo Naviraiense
El Clube Esportivo Naviraiense es un equipo de fútbol de Brasil.

## Historia
Fue fundado el 25 de noviembre de 2005 en el municipio de Naviraí del estado de Mato Grosso del Sur como el equipo sucesor del desaparecido Sociedade Esportiva Naviraiense, que existió de 1983 a 2003 cuando desapareció por el poco apoyo financiero.
En 2007 logra el ascenso al Campeonato Sul-Matogrossense por primera vez, y tras jugar dos temporadas en la primera división estatal logra el título de campeón en 2009 por primera ocasión al vencer en la final al Ivinhema Futebol Clube, logrando la clasificación al recién creado Campeonato Brasileño de Serie D con el primer representante del estado de Mato Grosso del Sur en la cuarta división nacional, en el cual fue eliminado en la primera ronda al terminar en último lugar de su grupo.
En 2010 juega por primera vez en la Copa de Brasil, donde es eliminado en la primera ronda por el histórico Santos FC del estado de Sao Paulo con marcador de 0-11, con goles de Neymar.
En 2011 participa por segunda ocasión consecutiva en la Copa de Brasil, donde vuelve a ser eliminado en la primera ronda por un equipo del estado de Sao Paulo, el Esporte Clube Santo André con marcador de 1-3. En 2012 llega a la final del Campeonato Sul-Matogrossense donde pierde ante el Esporte Clube Águia Negra.
En 2013 vuelve a llegar a la final estatal en la que volvió a ser subcampeón al perder esta vez contra el Clube Esportivo Nova Esperança con un global de 1-6. Gracias a ello vuelve a clasificar a la Copa de Brasil de 2013, registrando su mejor participación en la copa nacional eliminando en la primera ronda a la Associaçao Portuguesa de Desportos del estado de Sao Paulo por la regla del gol de visitante; en la siguiente ronda elimina al Paysandu Sport Club del estado de Pará con marcador de 2-1, pero antes de iniciar su serie de tercera ronda se presentó una apelación ante los Tribunales de Justicia Deportiva por la alineación de dos jugadores sin contrato en su serie de segunda ronda, la cual fue aceptada en tercer debate por 8-1 y Naviraiense fue descalificado.
En 2014 llega a la final de la liga estatal, donde pierde la final ante el Clube Esportivo Nova Esperança por marcador de 2-4, clasificando a la Copa de Brasil de ese año, siendo eliminado en la primera ronda por el Avaí Futebol Clube del estado de Santa Catarina por marcador de 1-4.
En diciembre de 2017 el club se aleja de las ligas estatales profesionales.
En 2021 volvió al fútbol profesional siendo campeón de la Segunda División de Mato Grosso do Sul. Al año siguiente, logró ser subcampeón de la primera división estatal tras terminar en segundo puesto del hexagonal final. Pese a ello, en noviembre del 2022 anunciaban que no participarían de la edición del torneo del año siguiente, alegando a falta de inversores.

## Rivalidades
Sus principales rivales son el Esporte Clube Águia Negra, el Ivinhema Futebol Clube con quien juega el Derby del Cono Sur y con el Corumbaense Futebol Clube en el Clásico de Fauna.

## Palmarés
- Campeonato Sul-Matogrossense: 1

2009
- Campeonato Sul-Matogrossense de Segunda División: 2

2007, 2021